# Willy le Maire de Warzée d'Hermalle
William « Willy » le Maire de Warzée d'Hermalle (1879-1966) est un joueur belge de tennis. Huit fois champion de Belgique et finaliste de la Coupe Davis 1904.

## Famille

Blason de la famille le Maire de Warzée d'Hermalle

William le Maire de Warzée d'Hermalle, né Marie Charles William Lemaire, est le fils de Hubert Lemaire né le 8 octobre 1848 à Liège et de Noémie de Warzée d'Hermalle née à Beaufays le 4 septembre 1850. L'oncle de William, le baron Léon Le Maire de Warzée d'Hermalle, né le 10 novembre 1877 à Liège, était ambassadeur de Belgique dans plusieurs pays d'Asie (Iran, Japon, Chine) et un joueur de poker et de tennis. Il meurt le 9 juillet 1931 à Pékin en Chine,. Sans enfants, il avait fait une adoption pour transmettre son patronyme de Warzée d'Hermalle à ses neveux William et Léon. Le nom de Warzée vient de Païen de Warzée compagnon de Godefroy de Bouillon lors de la première croisade de 1096. Son neveu est Michel de Warzée. Il a résidé à Spa[réf. nécessaire].

## Carrière tennistique
William le Maire de Warzée d'Hermalle a été 6 fois champion de Belgique en 1901 (membre du Tennis-club de Liège) puis de nouveau entre 1906 et 1911 et 7 fois champion en double avec Louis Trasenster,. Il faisait partie de l'équipe de Belgique, avec son grand rival national de l'époque Paul de Borman (14 fois champion de Belgique), qui participa pour la première fois à la coupe Davis en 1904 gagnant la finale du Challenge Round qui se disputait à Wimbledon face à la France. Il participa plusieurs fois au tournoi de Wimbledon, atteignant les quarts de finale du Challenge Round en 1904 et en  1908. Il avait un très bon coup droit à plat et un jeu de jambes extraordinaire, très endurant il pouvait jouer pendant des heures ; on dit qu'en Hollande est conservé dans un globe une balle qui, lors d’un match face à Maas van der Feen (en), fut échangé cent cinquante trois fois pour le gain d’un seul point lors d'un match à Arnhem. Il fut demi-finaliste à Wimbledon en 1902 et 1904 avec Paul de Borman.

## Palmarès

### Titres en simple
- 1899 à Nice
- 1900 à Nice bat A.F. Langley (6-2, 6-2, 6-4)
- 1901 à Nice
- 1902 à Menton bat Charles Allen (3-6, 6-2, 6-4, 7-5)
- 1907 à Ostende bat Georges Watson (6-1, 7-9, 6-4, 4-6, 6-3)
- 1908 à Ostende bat Paul de Borman (6-2, 3-2 abandon)
- 1909 à Ostende bat Paul de Borman (6-3, 6-3, 6-3)

### Finales en simple
- 1901 à Bruxelles perd contre Herbert Barrett (6-1, 6-2, 6-4)
- 1903 à Championnat international de Belgique perd contre Paul de Borman (6-2, 6-3, 6-3)
- 1909 à Lille perd contre Harry Parker (6-0, 7-5, 6-3)
- 1914 à Bruxelles perd contre Jean Washer (6-4, 6-3, 6-1)

### Demi-finales àMonte-Carlo
- 1897 perd contre C.W Blackwood (6-3, 6-1)
- 1898 perd contre Hugh Lawrence Doherty (6-3, 6-1)
- 1901 perd contre Wilberforce Eaves (6-3, 6-4)
- 1902 perd contre Reginald Frank Doherty (6-4, 6-3)

### Parcours à Wimbledon
- 1902 1/16 perd contre Frederick Payn(6-2, 6-0, 6-3)
- 1904 1/4 perd contre Josiah Ritchie (6-1, 8-6, 6-4)
- 1905 1/32 perd contre Ernest Parton (4-6, 6-4, 6-4, 5-7, 6-1)
- 1908 1/4 perd contre Robert Powell (6-4, 8-6, 6-4)
- 1909 1/32 perd contre Charles Dixon (6-2, 6-2, 4-6, 6-4)

### Autres
- 1910 Bruxelles match international
  - perd contre Anthony Wilding (6-0, 6-0)
  - perd contre Max Decugis (6-0, 6-0)[10]